# Cimi
Cimi (hay còn gọi là Dzhimi) là một làng đô thị thuộc vùng Quba của Azerbaijan.  Có dân số là 1,082 người.